# 1998 티티우스
1998 티티우스(1998 Titius)는 소행성이다. 이 소행성은 요한 엘러트 보데와 함께 티티우스-보데 법칙을 발견한, 독일 천문학자 요한 다니엘 티티우스의 이름을 받았다.